# Nemopteridae
Nemopteridae (nomeados, em inglês, Spoonwings, Thread-winged lacewings, Spoon-winged ou Ribbon-winged lacewings) é uma família de insetos da ordem Neuroptera, classificada por Hermann Burmeister no ano de 1839 e que encontra o seu principal centro de espécies no sul da região afro-tropical, mas também abrangendo, entre suas cerca de 100 a 150 espécies, táxons nas zonas áridas e desérticas das fronteiras meridionais do paleoárctico e médio oriente, até China, e em áreas secas das regiões neotropical e australasiana da Terra. Foi Clausen, em 1940, quem os observou como uma família separada dentre os Neuroptera, com apenas algumas espécies intimamente relacionadas morfologicamente com as formigas-leão (Neuroptera; Myrmeleontidae). Por vezes estão separados em duas famílias distintas: Nemopteridae e Crocidae.

## Características principais de Neuroptera Nemopteridae e seus hábitos
De acordo com o entomólogo Levente Ábrahám, as espécies de Nemopteridae são insetos muito atraentes. Suas asas traseiras são fortemente alongadas e partes da cabeça e da boca são especializadas no consumo de pólen, com peças bucais mordedoras, desenvolvidas para esta tarefa. Também possuem o par anterior de asas com venação reticulada e geralmente translúcidas ou com sinuosos padrões de coloração em manchas pardas de camuflagem, nas espécies europeias do gênero Nemoptera. Seus olhos são grandes a muito grandes, suas antenas são filiformes e ocasionalmente engrossadas em direção ao ápice. Com base em suas atividades diárias, elas podem ser classificadas em dois grupos: as espécies camufladas do gênero Nemoptera, que são ativas apenas durante o dia; as espécies de asas dianteiras incolores, dos gêneros Lertha, Halter, Brevistoma e Savignyella, que são noturnas e atraídas por lâmpadas incandescentes; mas o comportamento de alimentação do pólen também pôde ser observado durante dia, neste grupo. Aparentemente, as asas posteriores têm funções sensoriais e estabilizadoras que permitem ao inseto detectar superfícies verticais e horizontais quando voam em espaços confinados, como em cavernas; mas também podem funcionar para a atração de companheiros para a cópula. O dimorfismo sexual pode ocorrer na forma da cabeça, física e de suas asas posteriores e no comprimento de suas antenas.

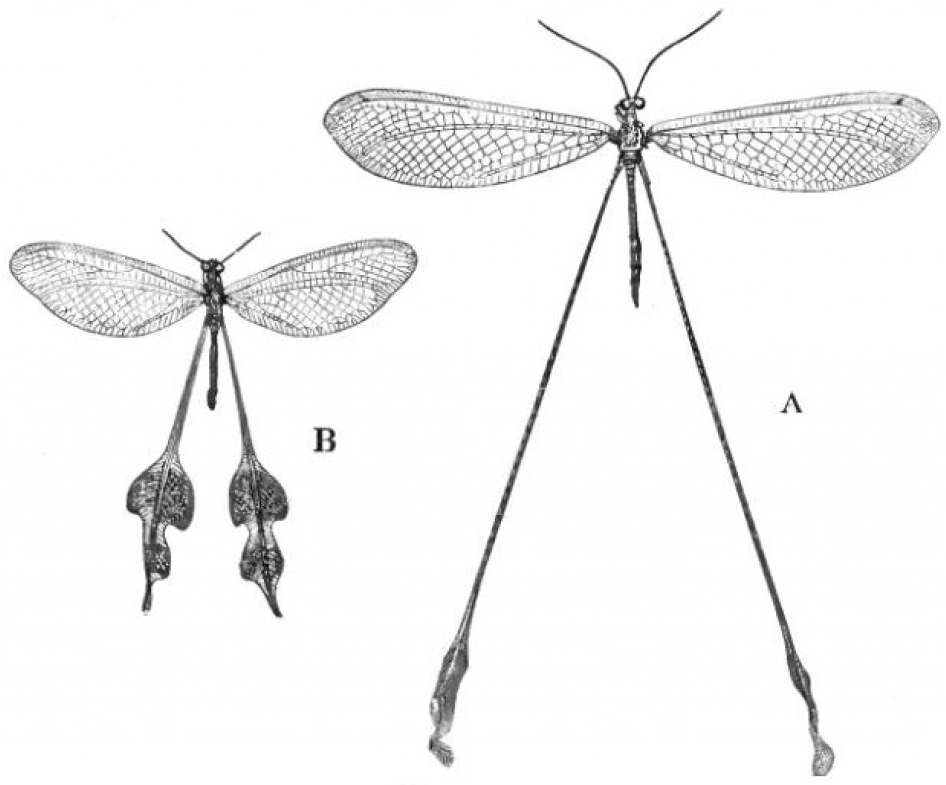
Ilustração de dois gêneros de Nemopteridae: A - Halter; B - Chasmatoptera.
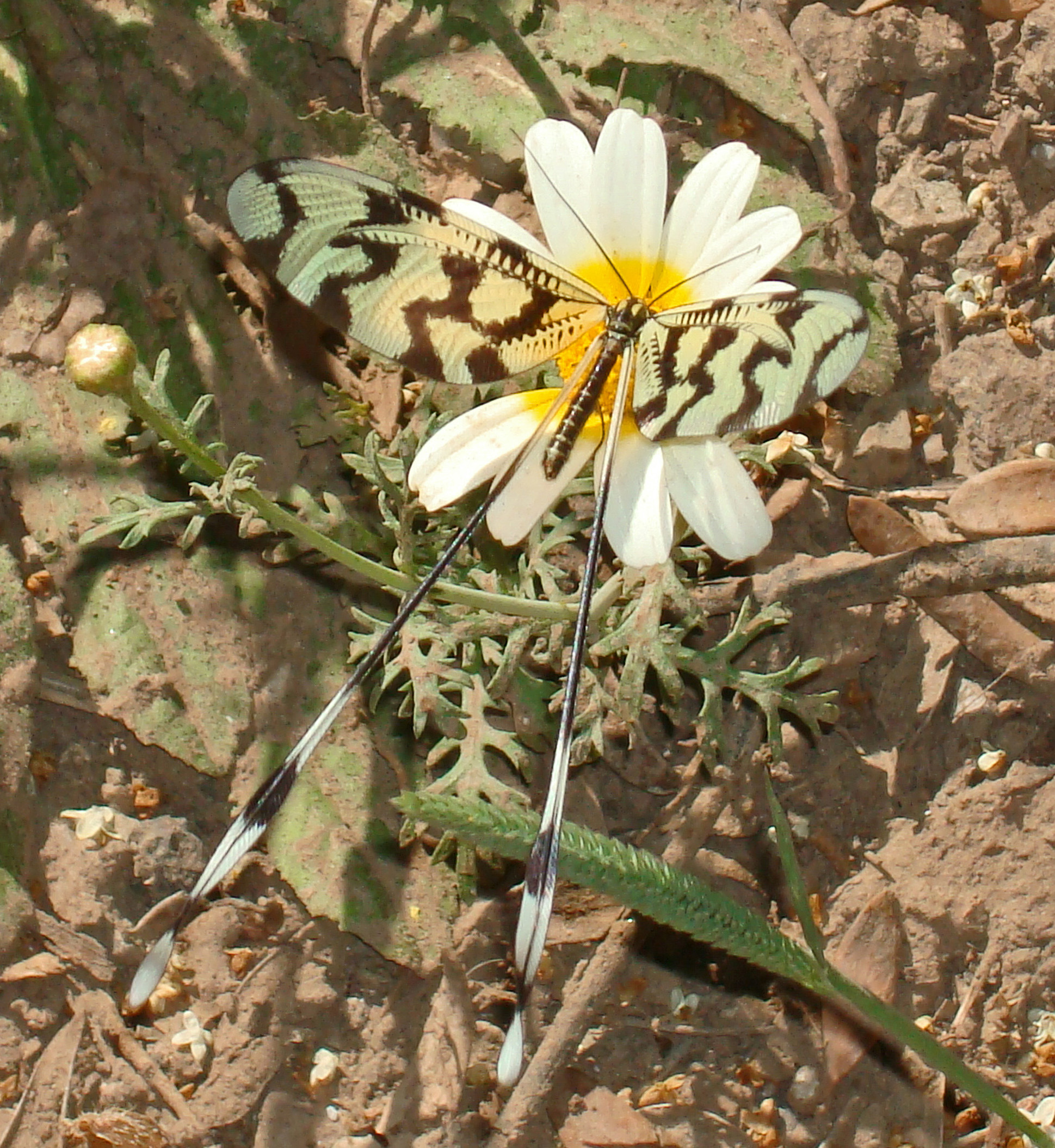
Nas asas desta espécie, Nemoptera sinuata, vista superior, é possível observar a eficiência da camuflagem.

## Habitat, hábitos e alimentação das larvas
As larvas de Nemopteridae apresentam semelhança morfológica e estilo de vida similar ao de larvas dos Neuroptera Ascalaphidae, habitando lugares arenosos e empoeirados, como o chão de cavernas e edifícios abandonados, onde vivem à caça de pequenos insetos. Tais larvas são caracterizadas pela presença de um fino protórax separando seus corpos das cabeças, como é o caso de Necrophylus arenarius e Dielocroce hebraea. Essas larvas ficam assentadas e esperam, se escondendo sob a areia fina, por suas presas; podendo passar até dois anos vivendo na areia fina de uma caverna. Uma vez que completem seu desenvolvimento elas constroem um casulo esférico de grãos de areia colados com seda, onde se transformam em pupa.

## Classificação de Nemopteridae: subfamílias
A família Nemopteridae possui duas subfamílias, por vezes tratadas como diferentes famílias, que podem ser identificadas pela seguinte chave:
- Extremidades das asas posteriores amplas ou em forma de fita. Espécies estritamente diurnas, moderadamente grandes e vistosas, com asas anteriores geralmente coloridas e asas posteriores amplas e castanhas em Nemoptera e Palmipenna; com os gêneros mais representativos sendo Halter, Nemoptera, Palmipenna e Chasmoptera / Subfamília Nemopterinae.[6][11][13]
- Extremidades das asas posteriores estreitas ou filiformes. Espécies noturnas, crepusculares ou diurnas, pequenas e muito delicadas, com asas anteriores geralmente translúcidas; com os gêneros mais representativos sendo Laurhervasia, Croce, Dielocroce e Austrocroce / Subfamília Crocinae (família Crocidae).[5][11][13]